# Люм (Удмуртия)
Люм — село в Глазовском районе Удмуртии, в составе Верхнебогатырского сельского поселения.

## География
Село находится на высоте 185 м над уровнем моря.
Улицы:
- Заречная
- Люмская
- Молодёжная
- Новая
- Полевая
- Школьная
- Южная

## Население
| 2010 | 2012 |
| ---- | ---- |
| 420  | ↘418 |

Численность постоянного населения села составляет 545 человек (2007). В селе работает начальная школа-детский сад.